# Ibiapina
Ibiapina is een gemeente in de Braziliaanse deelstaat Ceará. De gemeente telt 24.125 inwoners (schatting 2009).